# چابا گیتسی
چابا گیتسی (مجاری: Giczy Csaba؛ زادهٔ ۵ اوت ۱۹۴۵) قایقران کایاک اهل مجارستان است.